# 空白 (柚子单曲)
《空白》是日本二人组合柚子的第3张单曲。1998年11月11日由其所属公司Senha&Company发售。

## 收录曲
1. 空白（4:07）
  - 作詞・作曲: 岩泽厚治 /弦乐: 阿部雅士
2. 種（2:24）
  - 作詞・作曲: 北川悠仁
3. 回家的路上（2:53）
  - 作詞・作曲: 岩泽厚治